# Morten Sonne
Morten Sonne (Køge, 13 november 1970) is een voormalig wielrenner uit Denemarken, die actief was als beroepsrenner van 1998 tot 2003. Hij kwam onder meer uit voor de Deense ploegen Acceptcard Pro Cycling en Team Fakta. In 1996 was hij korte tijd stagiair bij de Nederlandse ploeg TVM-Farm Frites.

## Erelijst
1998
- 2e etappe Ronde van Denemarken

2000
- Fyen Rundt
- 2e etappe Ronde van Saksen

2001
- 2e etappe Ronde van Saksen

2003
- Eindklassement Dan Bolig Cup